# Hans Eschauzier
August Johan (Hans) Eschauzier (Amersfoort, 15 juni 1926 – Wassenaar, 4 augustus 2008) was een Nederlandse schilder en graficus.

## Leven en werk
Eschauzier was lid van de patriciaatsfamilie Eschauzier en een zoon van politicus mr. Pierre Charles Louis Eschauzier (1902-1982), en diens eerste vrouw Johanna Adriana Benteijn (1903-1960). Hij trouwde in 1954 met Marina van Rood (1927) met wie hij enkele kinderen kreeg. Zijn schoonmoeder jkvr. Anna Marina Adriana Röell (1895-1961) was in 1933 hertrouwd met kunstschilder Bob Bruijn (1906-1989).
Eschauzier volgde een driejarige opleiding aan de Koninklijke Academie van Beeldende Kunsten in Den Haag en was een leerling van W.E. Cox. Hij was graficus, ontwierp monotypen, en was daarnaast actief als kunstschilder. Hij maakte onder andere havengezichten en stillevens. Vanaf 1963 tot aan zijn overlijden werkte hij in Wassenaar. Hij was lid van de Beroepsvereniging van Beeldende Kunstenaars en van Pulchri Studio (Den Haag).